# Iangúlovo
Iangúlovo - Янгулово (rus) - és un poble de la República del Tatarstan, a Rússia. El 2010 tenia 1.070 habitants.